# Matilde de Canossa
Matilde de Canossa ou Matilde da Toscana (Mântua, março de 1046 – Bondeno di Roncore, 24 de julho de 1115) foi uma nobre e militar italiana, a principal apoiante do papa Gregório VII durante a Questão das Investiduras. Ela é uma das poucas mulheres medievais a ser relembrada por seus feitos militares. Por vezes é apelidada de la Gran Contessa (A Grande Condessa).

## Família e primeiros anos
O local de nascimento de Matilda é desconhecido, mas são apontadas Mântua, Módena, Cremona e Verona. Baseados na sua fluência do alemão, alguns autores acreditam que ela nasceu no Ducado de Lorena, a província da sua mãe. Era filha de Bonifácio de Canossa, chamado de "Tirano", o único herdeiro da dinastia Canossa, um descendente direto de Adalberto Atto (ou Atto), fundador da Casa de Attoni. governador de Régio da Emília, Módena, Mântua, Bréscia e Ferrara e de grandes estados nos Apeninos, Lombardia e na Emília-Romanha. A mãe, Beatriz de Bar, pertencia a uma das famílias mais nobres imperiais estreitamente relacionadas com o Ducado da Suábia, o Ducado de Borgonha, e com os Imperadores Henrique III e Henrique IV, dos quais Matilda era respetivamente sobrinha e prima em primeiro grau, bem como o papa Estevão IX. Era a terceira filha desta poderosa família, e como filha do senhor de Túscia, Matilde possuía o título de marquesa. A palavra germânica 'Markgraf' qualificou, de facto, as "contas da fronteira." No entanto, a Túscia na Idade Média era uma circunscrição do Reino Lombardo, como tal chamado "ducado". É por isso que é atribuído a Matilde o título de "marquesa" e não "duquesa". Matilde era a filha mais nova, e depois do assassinato do pai em 1052, a sua irmã mais velha, Beatriz (em homenagem à mãe delas) também morreu.

## A regência da mãe

### O governo do irmão sob a custódia da mãe

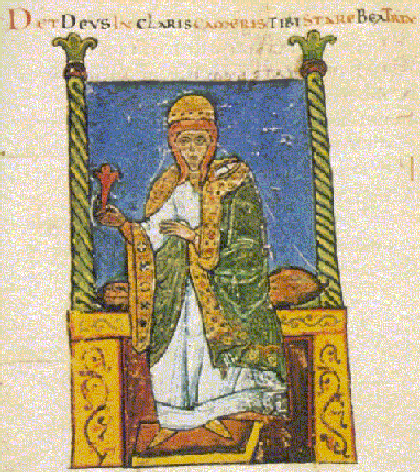
Beatriz de Bar, mãe e regente de Matilde Miniatura da obra Vita Mathildis

Após o assassinato do pai, o irmão de Matilde, Frederico, ascendeu ao trono. Como era, porém, menor de idade (contava então com 12 anos, Matilde com 6), a sua mãe exerceu a regência. Deste modo, para proteger o condado de ofensivas militares contra as quais não poderia batalhar, a viúva Beatriz casou-se novamente, desta vez com um primo, Godofredo III, Duque da Baixa Lorena, que era da Alta Lorena antes de se rebelar contra Henrique III, Sacro Imperador Romano-Germânico. O casamento ocorreu em 1053 ou 1054 na Igreja de São Pedro em Mântua, celebrado pelo próprio papa Leão IX aquando do seu retorno de uma viagem que fizera à Alemanha. Durante esse tempo, Matilde esteve noiva de Godofredo IV, Duque da Baixa Lorena, seu meio-irmão, filho de Godofredo III.
Henrique III, enfurecido pelo casamento de Beatriz com seu inimigo, viajou para a Itália na primavera de 1055, chegando a Verona em abril e a Mântua durante a Páscoa. Beatriz escreveu-lhe para lhe pedir passagem segura para que pudesse se explicar. Perante a concordância do imperador, ela seguiu com Frederico, e com a sua mãe Matilde da Suábia, a irmã da avó do imperador, Gisela da Suábia, para Florença. A jovem Matilde foi deixada em Lucca ou Canossa e pode ter passado os próximos anos entre os dois lugares sob a custódia do seu padrasto. Inicialmente, Henrique recusou-se a ver Beatriz, aprisionando-a em condições lamentáveis, enquanto Frederico foi tratado apropriadamente. Porém, este morreu em cativeiro. A morte de seu irmão. fez de Matilde a única herdeira das vastas terras do seu pai, sob a proteção de seu padrasto.

### O governo de Matilde sob custódia da mãe e do padrasto
Com sua esposa aprisionada, Godofredo retornou à Alemanha para provocar uma rebelião, mas Henrique levou consigo Beatriz. Alguns historiadores alegam que Beatriz estava desejosa de ver a sua terra natal. De qualquer forma, Godofredo e o seu aliado, Balduíno V da Flandres, forçaram o imperador a aceitar os termos de paz no meio da década de 1050 e assim, ele foi autorizado a voltar para Itália e administrar as terras da sua enteada. Henrique morreu logo após e o conselho presidido pelo papa Vítor II em Colónia formalmente restaurou Godofredo na corte imperial. Ele e Beatriz regressaram à Itália naquele ano.
A família de Matilde viu-se altamente envolvida em conflitos envolvendo eleições papais na última metade do século XII. O irmão do seu padrasto tornou-se o papa Estêvão IX, e os dois papas seguintes, Nicolau II e Alexandre II foram bispos da Toscana. Matilde viajou pela primeira vez a Roma com a comitiva de Nicolau em 1059. As forças militares foram usadas para proteger os papas e lutar contra os antipapas. Algumas histórias contam que a adolescente Matilde tomou partido em algumas dessas questões, mas não há evidências.
Através de Arduino della Padule, ela aprendeu as artes militares, como cavalgar e lutar com armas. De acordo com Ludovico Vedriani, havia duas peças da sua armadura nos Quattro Castelli até 1622, quando foram vendidas em Régio da Emília. Os quattro castelli eram os castelos de Montezane, Montelucio,Montefeltro e Bianello,empoleirados por Matilde no topo das colinas para proteger Canossa. Matilde falava alemão,francês (de acordo com Donizo) e escrevia em latim.
Durante esse período, ela casou-se com Godofredo IV, que desdenhava. Deu à luz uma filha em 1071, que chamou Beatriz, como a mãe. Muitos autores dizem que a menina morreu no primeiro ano de vida, contudo alguns contemporâneos, juntamente com Miguel Ângelo, alegam que ela sobreviveu, sendo que este último dizia ser descendente de Beatriz, e, por isso, de Matilde. A sua alegação era apoiada pelo Conde de Canossa. Contudo, a Igreja, receosa de perder as terras de Matilde, sempre declarou que ela nunca teve filhos.
Matilde o seu marido afastaram-se após a morte de Godofredo III em 1069. Godofredo IV, como herdeiro, tomou as suas terras na Alemanha e o Ducado da Baixa Lorena.

## O governo efetivo de Matilde

### O conflito entre Henrique IV e o Papado

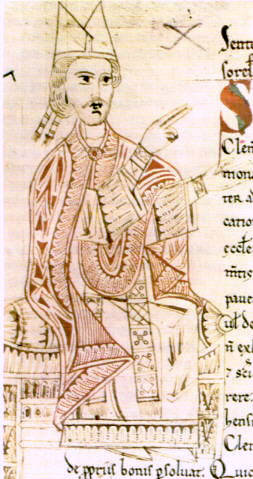
Papa Gregório VII em miniatura do século XI

A mãe e o marido de Matilde morreram em 1076, deixando-a com o controle absoluto sob as terras do pai e a sua fortuna e como herdeira de Lorena, enquanto o conflito de Matilde com Henrique IV da Alemanha e com o papa Gregório VII estava num ponto crítico. Henrique IV, em janeiro de 1076, havia pronunciado, em Worms, pelos bispos alemães, a perda da autoridade do Papa e ordenara-lhe que abandonasse Roma. Gregório, por sua vez, num sínodo reunido em Roma a partir de fevereiro de 1076, pronunciou a excomunhão e deposição de Henrique. No momento em que Matilde subiu ao poder, a situação estava bloqueada, mas nos meses seguintes acabou por evoluir a favor do papa. Era bem claro que Henrique havia exagerado na presunção da sua força, pelo que os bispos alemães o foram abandonando, assustados com a audácia dos seu soberano e as consequências graves que esse ato poderia vir a ter na Igreja. Os príncipes alemães estavam em posição de obrigar o imperador a reconciliar-se com o papa, sob pena de ser deposto. Em outubro de 1076, os príncipes alemães viram uma oportunidade de ouro: o papa ia viajar até Augsburgo, e aí os nobres avaliariam a situação. O Imperador, arriscando-se a perder a coroa e o prestígio, e querendo evitar uma humilhação ainda mais pública, decide implorar-lhe o seu perdão. Cruzou, então os Alpes, esperando apanhar o Papa antes de se pôr a caminho de Augsburgo. Matilde controlava todas as passagens dos Apeninos, obrigando Henrique a passar por Ravena para atingir Roma, mas ainda com essa rota aberta, ele teria de enfrentar hostilidades. Encontra-o em Canossa, com Matilde, a 25 de janeiro de 1077.

### A ameaça de Henrique IV

Miniatura de Matilde de um manuscrito dos inícios do século XII, o Vita Mathildis (Codex Vat. Lat. 4922, fol. 49r.), da autoria de Donizo. A imagem enfatiza o papel-chave de Matilde na absolução do imperador Henrique IV em Canossa. Matilde é retratada sentada com Henrique ajoelhando-se aos seus pés. O abadeHugo de Cluny aponta para Matilde. A inscrição diz: Rex rogat abbatem. Mathilim supplicat atq; (O rei reza ao abade e suplica a Matilde).

Porém o conflito entre Henrique e Gregório não tinha terminado e Matilde estava agora também envolvida no conflito. Alguns dos aliados de Henrique derrotaram Matilde na batalha de Volta Mantovana (perto de Mântua) em outubro de 1080, e em dezembro os habitantes de Lucca revoltaram-se e expulsaram o Bispo Anselmo de Lucca. Ela é creditada como tendo ordenado a renovação da Ponte della Maddalena.
Em 1081, Matilde sofreu algumas perdas e Henrique a depôs em julho, porém ela mantinha soberania sobre algumas terras. Ela manteve-se como principal meio de comunicação do papa com o norte europeu, mesmo após ele ter perdido o controle de Roma e ser preso no Castelo de Santo Ângelo. Depois que Henrique conseguir o selo papal, Matilde escreveu mensagens de Gregório para os aliados na Alemanha.
Henrique, durante esse tempo, escolheu e consagrou como novo papa o Antipapa Clemente III, que o coroou Imperador. Com isso, ele voltou para a Alemanha, encarregando os seus aliados de desapropriar Matilde do que lhe restava dos seus territórios. Porém, não funcionou, pois esta cercou-os perto de Modena, a 2 de julho de 1084.
O papa Gregório VII faleceu a 25 de maio de 1085, em Salerno, fazendo com que Matilde e o seu aliado, Jordão I de Cápua juntassem forças bélicas para impor um novo papa,Vítor III. Em 1085, Matilde conduziu uma incursão a Roma para instalar Vítor, porém foi surpreendida pelo contra ataque imperial, o que fez o novo papa se retirasse da cidade.
Por volta de 1090, casou-se pela segunda vez, com Guelfo II de Baviera da Casa de Guelfos, conhecida mais tarde pelas suas alianças com os papas no conflito com os imperadores alemães (Guelfos e Gibelinos). A nova união instigou o imperador a voltar a Itália, levando-a para as montanhas. Foi derrotado em outubro de 1092, perdendo influência no país.
Em 1095, Henrique tentou reverter a situação ao invadir e tomar posse do castelo de Nogara, mas a chegada de Matilde como líder do exército forçou-o a uma retirada. Em 1097,o monarca deixou Itália para sempre, deixando Matilde como autoridade incontestável.

### A luta pela autoridade
Apesar da ação de Henrique IV, ela continuou a lutar para reconquistar a sua autoridade em terras que se mantinham leais ao imperador. Ela comandou expedições bem sucedidas contra Ferrara (1101), Parma (1104), Prato (1107) e Mântua (1114). O biógrafo de Matilde, Donizone, diz que o Imperador Henrique V da Alemanha alcançou o Castelo de Bianello em Quattro Castella e a coroou Grã-duquesa com o título de Vice-Rainha de Itália. Essa ação foi um fator decisivo para a Concordata de Worms. Em maio, o episódio da coroação é imortalizado em Quattro Castella.

## Fundação de Igrejas
Alguns clamam que ela fundou tais igrejas:
- Sant'Andrea Apostolo dello Ionio,em Montefiorino,Modena
- San Giovanni Decollato, em Pescarolo ed Uniti,Cremona
- Santa Maria Assunta, em Monteveglio, Bolonha
- San Martino, perto de Forlì
- San Zeno,em Cerea, Verona

## Morte e legado
A morte de Matilde com gota, a 24 de julho de 1115, em Bondeno di Roncore, marcou o fim de uma era na política italiana. Acredita-se que ela deixou as suas terras para o papa por razões desconhecidas, contudo a doação nunca foi oficializada em Roma, e não há registos conhecidos. Henrique IV havia prometido que após depô-la não iria apontar um sucessor nos seus estados. Os cidadãos tomaram então o poder, iniciando a era das cidades-estado no norte da península Itálica. as suas possessões foram assim todas elas divididas em diversas repúblicas. Os imperadores alemães, de Henrique V a Henrique VI, ainda tentaram restabelecer a autoridade imperial nestes territórios através da nomeação de Vigários imperiais (isto é, governadores em nome dos imperadores), mas não lograram-no

## Casamento e descendência
Matilde casou primeiramente, em 1069, com Godofredo IV da Baixa Lorena (f. 27 de fevereiro de 1076), filho de Godofredo III da Baixa Lorena, padrasto de Matilde, e Doda. Tiveram uma filha:
- Beatriz (n.1071-?), não se sabe se morreu à nascença ou se atingiu a idade adulta. Miguel Ângelo reclamou terras na Toscana com base na sua ascendência a Matilde através desta filha.

Godofredo faleceu em 1076, deixando Matilde viúva aos 30 anos. De modo a melhor combater Henrique IV, Matilde une-se aos guelfos, que apoiavam o papa na Questão das Investiduras. Esta união foi celebrada com o seu matrimónio em 1089 com Guelfo II da Baviera (1073 - Kaufering, 24 de setembro de 1120]), filho de Guelfo I da Baviera e Judite da Flandres. Desta união não houve qualquer descendência. Porém, quando Guelfo soube que Matilde já havia deixado a Igreja como herdeira das suas terras, abandonou-a, em 1095. Nem Matilde, nem Guelfo, tornaram a casar.     

## Matilde na posteridade
No século XVII, o corpo de Matilde foi removido do Vaticano e enterrado na Basílica de São Pedro.
Alguns dizem que ela é a origem da misteriosa Matilde que aparece para Dante colhendo flores no paraíso terreno na sua obra Purgatório.
A história de Matilda e Henrique está presente na peça de Luigi Pirandello, Enrico IV. Ela também é a personagem histórica principal no livro de Kathleen McGowan, o Livro do Amor.